# Liste des ducs de Lerma

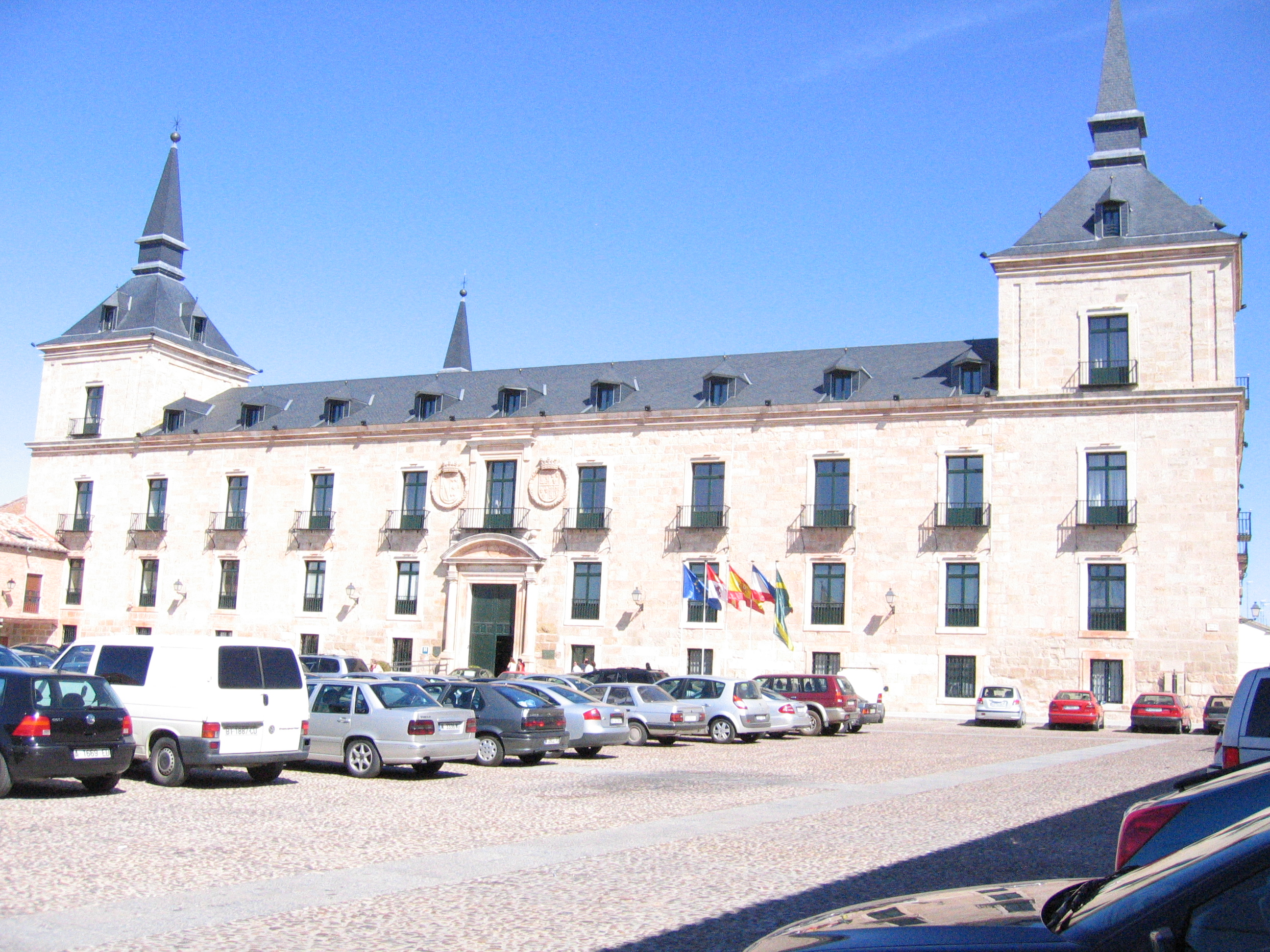
Le Palais Ducal de Lerma, à Lerma (Burgos) en Espagne, occupant tout un côté de la Plaza de la ville.

Le duché de Lerma est un titre de noblesse espagnole créé le 11 novembre 1599 par Philippe III d'Espagne et donné à Francisco Gómez de Sandoval y Rojas, 5e marquis de Denia et 4e comte de Lerma.
Le 2 décembre 1726, Philippe V d'Espagne a déclaré les possesseurs du titre : Grand d'Espagne de première classe.

## Ducs et duchesses de Lerma
1. Francisco Gómez de Sandoval y Rojas, favori et ministre de Philippe III d'Espagne (1599-1625) ;
2. Francisco de Sandoval y Padilla (es) (1625-1635), duc de Cea (es) ;
3. Mariana de Sandoval y Rojas (1635-1658) ;
4. Ambrosio de Sandoval y Rojas (1658-1660) ;
5. Diego Gómez de Sandoval y Rojas (1660-1668) ;
6. Catalina de Mendoza y Sandoval (es) (1668-1686), 8e duchesse del Infantado ;
7. Gregorio de Silva y Mendoza (es) (1686-1693), 5e duc de Pastrana (en), 9e duc del Infantado, 6e duc de Francavilla (es), 5e duc d'Estremera (es) ;
8. Juan de Dios Silva y Mendoza (es) (1693-1737), 6e duc de Pastrana (en), 10e duc del Infantado, 7e duc de Francavilla (es), 6e duc d'Estremera (es) ;
9. María Francisca de Silva y Gutiérrez de los Ríos (en) (1737-1770), 7e duchesse de Pastrana (en), 11e duchesse del Infantado, 8e duchesse de Francavilla (es), 7e duchesse d'Estremera (es) ;
10. Pedro de Alcántara Álvarez de Toledo y Silva Mendoza (en) (1770–1790), 8e duc de Pastrana (en), 12e duc del Infantado, 9e duc de Francavilla (es), 8e duc d'Estremera (es) ;
11. Pedro de Alcántara Álvarez de Toledo (1790–1841), 9e duc de Pastrana (en), 13e duc del Infantado, 10e duc de Francavilla (es), 9e duc d'Estremera (es) ;
12. Pedro de Alcántara Téllez-Girón (en) (1841-1844), 11e duc d'Osuna (en), 10e duc de Pastrana (en), 14e duc del Infantado, 11e duc de Francavilla (es), 10e duc d'Estremera (es), 14e duc de Béjar (en), 13e duc d'Arcos (en), 14e duc de Benavente (en), 15e duc de Plasencia (en), 15e duc de Gandía, 10e duc de Mandas (en), 14e duc de Medina de Rioseco (en) ;
13. Mariano Téllez-Girón (en) (1844-1882), 12e duc d'Osuna (en), 11e duc de Pastrana (en), 15e duc del Infantado, 12e duc de Francavilla (es), 11e duc d'Estremera (es), 15e duc de Béjar (en), 14e duc d'Arcos (en), 15e duc de Benavente (en), 16e duc de Plasencia (en), 16e duc de Gandía, 10e duc de Mandas (en), 15e duc de Medina de Rioseco (en) ;
14. Fernando Fernández de Córdoba y Pérez de Barradas (es) (1887–1936) ;
15. María de la Paz Fernández de Córdoba y Fernández de Henestrosa (1952–1998) ;
16. Fernando Larios y Fernández de Córdoba (2000-) ;